# Заря Коммуны
Заря Коммуны — село в Кизлярском районе Дагестана. Входит в состав Вперёдовского сельского совета.

## Географическое положение
Населённый пункт расположен к югу от канала Кизляр-Каспий, в 3,5 км к северу от города Кизляр. На северо-западе слился с селением Вперёд.

## Население
| 1970 | 1989 | 2002 | 2010 | 2021  |
| ---- | ---- | ---- | ---- | ----- |
| 544  | ↗824 | ↗839 | ↗880 | ↗1364 |

Национальный состав
По данным Всероссийской переписи населения 2010 года:
| № | Национальность | Численность, чел. | Доля   |
| - | -------------- | ----------------- | ------ |
| 1 | аварцы         | 813               | 92,4 % |
| 2 | русские        | 53                | 6,0 %  |
| 3 | другие         | 14                | 1,6 %  |

По данным Всероссийской переписи населения 2010 года, в селе проживало 880 человек (407 мужчин и 473 женщины).